# Vương quốc Lindesege
Vương quốc Lindesege (tiếng Anh cổ: Lindisfaran rīce, tiếng Latinh: Regnum Linnuisium) là một tiểu quốc tồn tại khoảng mấy chục năm thế kỷ VII.

## Từ nguyên
Lindesege phát xuất từ tên gọi Latin Lindum Colonia để chỉ dải sình lầy nằm giữa Humber và Wash có nhiều cây gia. Sau được biến âm thành Lindocolina, Lincylene và trở thành nguồn gốc địa danh Lincolnshire. Ngoài ra, khu vực này còn có tên gọi ít phổ biến là Praefectus để mô tả tính chất quan phòng của các quân đoàn La Mã từng đóng tại đây.

## Lịch sử
Theo những tạp kí của thánh Bede, khu vực nay là Lincoln ở thế kỷ VII chỉ là đầm ngập mặn với một khu dân cư nhỏ Lindisfaran cùng di tích pháo đài La Mã, nhìn chung vắng người và bị cô lập. Nhờ địa thế này, từ khoảng năm 450, Lindesege tồn tại như một quốc gia độc lập với đa phần cư dân là hỗn hợp Anglo-Saxon.
Đảo Anh để ngỏ trước các cuộc xâm chiếm của người ngoại giáo, các chiến binh hàng hải đến từ miền tây-bắc của châu Âu lục địa, chủ yếu là người Saxon, Angle, Jute, và Frisia, họ tập kích các vùng bờ biển và bắt đầu định cư, ban đầu là tại phần phía đông. Bước tiến của họ bị kiềm chế trong vài thập niên sau khi người Briton chiến thắng trong trận núi Badon, song sau đó lại tiếp tục và họ tràn qua các vùng đất thấp phì nhiêu trên đảo, thu hẹp khu vực do người Briton kiểm soát thành một nhóm các vùng đất tách rời riêng biệt, trên những vùng có địa hình gồ ghề tại phía tây vào cuối thế kỷ VI. Các văn bản đương đại mô tả về giai đoạn này cực kỳ hiếm, khiến nó bị mô tả là một Thời tăm tối. Tính chất và mức độ tiến triển của quá trình người Anglo-Saxon định cư tại Anh do đó là đề tài có bất đồng lớn. Cơ Đốc giáo do La Mã chi phối nhìn chung là biến mất khỏi các lãnh thổ bị người Anglo-Saxon chinh phục, song được những người truyền giáo từ Roma đưa đến một lần nữa dưới quyền lãnh đạo của Augustine từ năm 597 trở đi.
Trong giai đoạn định cư, khu vực do những người nhập cư German cai trị dường như bị phân mảnh thành nhiều lãnh thổ bộ lạc, song đến thế kỷ VII chúng tập hợp thành khoảng một chục vương quốc như Northumbria, Mercia, Wessex, East Anglia, Essex, Kent và Sussex. Trong các thế kỷ sau đó, quá trình thống nhất chính trị được tiếp tục. Trong thế kỷ VII, diễn ra một cuộc đấu tranh vì quyền bá chủ giữa Northumbria và Mercia, sang thế kỷ VIII thì Mercia chiếm ưu thế. Đầu thế kỷ IX, Wessex thay thế vị thế vương quốc quan trọng nhất của Mercia. Cũng trong thế kỷ IX, bộ lạc Dane cũng thuộc nhóm German leo thang tấn công với đỉnh điểm là chinh phục miền bắc và miền đông của Anh, lật đổ các vương quốc Northumbria, Mercia và East Anglia. Wessex dưới quyền Quốc vương Alfred là vương quốc duy nhất tại Anh còn tồn tại, và dưới thời những người kế vị của ông quốc gia này dần bành trướng sang các vương quốc nằm dưới luật của người Dane. Điều này dẫn đến thống nhất chính trị tại Anh, hoàn thành lần đầu tiên dưới thời Æthelstan vào năm 927 và được thiết lập dứt khoát sau các xung đột do Eadred tiến hành vào năm 953. Một làn sóng tấn công mới từ Scandinavia bắt đầu vào cuối thế kỷ X kết thúc khi Quốc vương Đan Mạch Sweyn Forkbeard chinh phục vương quốc thống nhất này vào năm 1013, con trai của ông là Cnut cũng đạt được thành tựu này vào năm 1016, biến Anh trở thành trung tâm của Bắc Hải đế quốc đoản mệnh, bao gồm cả Đan Mạch và Na Uy.
Lindesege được cho là kéo dài tình trạng này tới hết thế kỷ IX, đến khi phai mờ vì những trận công kích của người Viking. Lãnh thổ nó bị phân mảnh bán cho Norþanhymbra và Mierce theo hình thức thuế quan.

## Quốc chúa
Do ít lưu lại các biên niên kí về thời kì tồn tại độc lập nên phổ hệ các quân vương Lindesege có nhiều dị bản và thường được tái tạo dưới xu hướng tưởng tượng hơn là thực tế. Hai tác phẩm quan trọng nhất nhắc đến quân chủ Lindesege là Beowulf và Liệt vương sử.
- Geot: Compare the Geats who are frequently mentioned in Beowulf's story.
- Godulf
- Finn
- Frioðulf
- Frealaf
- Woden: Thần nhân.
- Winta: Compare Winteringham (the homestead of Winta's people) and Winterton (the farm/village of Winta's people).
- Cretta
- Cuelgils
- Caedbaed
- Bubba
- Beda
- Belemos
- Biscop
- Eanferð
- Eattar
- Aldfrið

| Danh xưng              | Thời kì | Chú        |
| ---------------------- | ------- | ---------- |
| Vương thất WINTARINGAS |         |            |
| Winta                  | h. 500  | Thái vương |
| Cretta                 | h.520   |            |
| Cuelgils               | h.530   |            |
| Caedbaed               | h.560   |            |
| Bubba                  | h.580   |            |
| Beda                   | h.590   |            |
| Ethelfrith             | h.600   |            |
| Biscop                 | h.620   | Blæcca?    |
| Eanferth               | h. 640  |            |
| Eatta                  | h.650   |            |
| Alfrith                | h.670   | Egfrid?    |

| 678-h.679               | Eadhæd                             | Expulsado. Pasa a ser Obispo de Ripon. Eadhedus, Eadheath, Eadhaed |
| 'h. 680 - 692?          | Æthelwine                          | Ethelwine, Elwin                                                   |
| 693?- h.716/731         | Edgar                              | Eadgar                                                             |
| c.716/731-731           | Cyneberht                          | Embercus, Kinebertus                                               |
| 733-750                 | Alwig                              | Alwigh                                                             |
| 750-765                 | Ealdwulf                           | Aldwulf or Eadulphus                                               |
| c.765/767-796           | Ceolwulf                           | Ceolulfus                                                          |
| 796-h.836/839           | Eadwulf                            |                                                                    |
| h.836/839-h.862/866     | Beorhtred                          |                                                                    |
| c.862/866-h.869         | Eadbald                            |                                                                    |
| c.866/869-875           | Burgheard, Eadberht                |                                                                    |
| 875-953                 | Trống ngôi do quân Viking xâm lăng | Trống ngôi do quân Viking xâm lăng                                 |
| before 953-h.c.971/975  | Leofwine                           | Đồng giám mục Dorchester năm 971                                   |
| 996-1004                | Sigeferth                          |                                                                    |
| 1009-1001               | (? Ælfstan)                        |                                                                    |
| Sáp nhập với Dorchester |                                    |                                                                    |

## Văn hóa
Theo truyền thống, thực thể này được coi là một trong những thành tố tạo nên Vương quốc Liên hiệp Anh và Ireland về mặt ngôn ngữ và các danh hiệu chính trị - tín ngưỡng liên quan. Lindesege để lại trên kim miện Đế quốc Anh biểu tượng hoa bách hợp viền vàng. Đồng thời, chức giám mục Lindesege là một trong những thành tố trọng yếu của hàng giáo phẩm Anh quốc.

### Tư liệu
- Lindisware (Lindissi / Lindsey) at History Files.